# Sagna (localité du Sénégal)
Pour les articles homonymes, voir Sagna.
Sagna est une localité du Sénégal, située dans le département de Malem Hodar et la région de Kaffrine.
C'est le chef-lieu de l'arrondissement de Sagna depuis la création de celui-ci par un décret du 10 juillet 2008.
On y dénombre 727 personnes pour 68 ménages.